# 狮子亨利
狮子亨利（德語：Heinrich der Löwe，1129年—1195年8月6日），德意志诸侯和统帅，萨克森公爵（称海因里希三世，1142年－1180年在位）和巴伐利亚公爵（称海因里希十二世，1156年－1180年在位）。狮子亨利是霍亨斯陶芬王朝时期最有名的政治人物之一，以其与表兄神圣罗马皇帝腓特烈一世的戏剧性冲突著称于世。

## 早年生活
狮子亨利是德意志传统豪族韦尔夫家族的成员。他的父亲，巴伐利亚兼萨克森公爵驕傲的亨利被认为是神圣罗马帝国皇位的有力竞争者；然而诸侯们畏惧于其实力，选择了霍亨斯陶芬家族的康拉德三世为国王。在骄傲的亨利于1139年去世后，康拉德三世剥夺了他的公爵头衔和公国领地，尽管萨克森领地是亨利通过婚姻从上任公爵、皇帝洛泰尔二世手中合法继承的。亨利的妻子格特鲁德（洛泰尔二世的女儿）只得独力支撑着家业，作为摄政管理着韦尔夫家族的家传领地。但是，1142年康拉德三世最终归还了萨克森公国。直到狮子亨利于1146年成年为止，韦尔夫家族和霍亨斯陶芬家族相安无事。
1146年亨利从母亲手中获得了政权。1147年，他在法兰克福帝国会议上向康拉德三世提出要求：归还巴伐利亚。康拉德拒绝了这一要求，亨利遂决定诉诸武力。亨利和他的叔父、托斯卡纳藩侯韦尔夫六世发动了一场不成功的战争，很快便被康拉德镇压。然而，狮子亨利与康拉德的侄子也是他的表兄紅鬍子腓特烈建立了友谊；当后者继承皇位之后，巴伐利亚在1156年回到亨利手中。

## 对斯拉夫人土地的征服

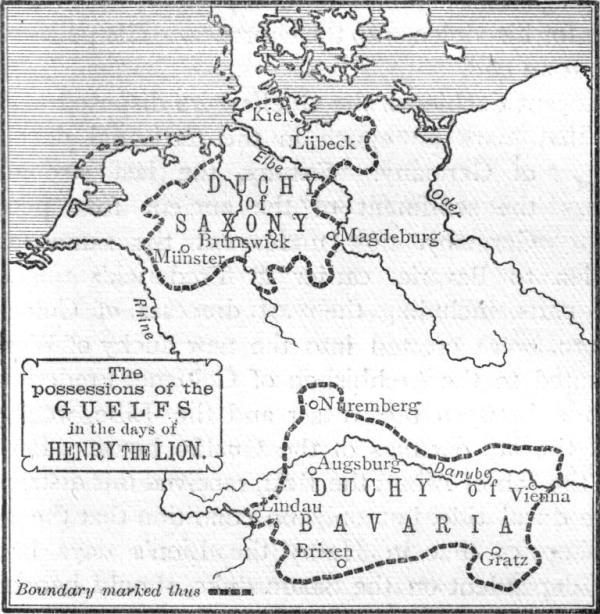
當時亨利的薩克森和巴伐利亞公國範圍。

狮子亨利作为德国统帅，其最大功绩在于越过易北河，占领了许多斯拉夫部落居住的地区。从斯拉夫人的角度看，这种做法无异于侵略。然而，从德国人的角度看，这似乎又是开拓疆土的英雄行为。一些德国历史编纂者实际对此大加赞扬。在拓殖地，狮子亨利分別建立慕尼黑（1157年）和吕贝克（1159年），而在北德意志和巴伐利亞其它由其建立發展的城鎮包括：奧格斯堡、希爾德斯海姆、斯塔德、卡塞爾、居斯特羅、呂訥堡、薩爾茨韋德爾、什未林和不倫瑞克。

## 与霍亨斯陶芬王朝的斗争
在获得巴伐利亚之后，狮子亨利实际上成为德意志最强大的王公，其领地从波罗的海一直到阿尔卑斯山。1166年，其他诸侯们组成了一个反对他的联盟。联盟中包括前任萨克森公爵“大熊”阿尔布雷希特。在经过两年苦战之后，亨利击败了联盟，然而他的能力也引起了腓特烈一世皇帝的担心。大约在这个时候他与自己的第一个妻子离婚。1172年，亨利对普法尔茨发动战事，之后不久与英格兰国王亨利二世的女儿玛蒂尔达（1156年—1189年）结婚。
1176年，亨利与腓特烈一世的关系破裂。起因是亨利拒绝参加腓特烈对意大利的军事行動，而腓特烈认为这直接导致了他被伦巴第联盟打败。狮子亨利受到帝国议会的传讯，但是他三次都拒绝了出席。1180年，腓特烈对亨利采取了激烈的行动：沒收他的领地，除了不伦瑞克和吕讷堡以外都被没收，并由其他诸侯瓜分。至此狮子亨利的运气到了最低点，1182年他被帝国会议驱逐出境。他被迫投奔自己的岳父亨利二世，在诺曼底待了很长一段时间。1185年他被允许回国，但很快又被驱逐，这次他去了英格兰。他的妻子在1189年去世了。这一年，红胡子腓特烈参加了第三次十字军，狮子亨利以为自己时来运转，又回到了萨克森。他与德国北部的一些小王公进行了收效甚微的战争。这时腓特烈一世的死讯传来。亨利再次拿起武器反对腓特烈的继承人亨利六世，希望能拿回领地。但是当认识到不可能迫使亨利六世屈服后，他最终与霍亨斯陶芬家族和解了。
狮子亨利回到吕讷堡过起了和平的生活，并且积极赞助艺术和建筑。他的儿子不伦瑞克的奥托是韦尔夫-埃斯特家族中唯一成为神圣罗马帝国皇帝的人。

## 家庭
1147年，亨利與哲林根公爵康拉德一世的女兒克蕾曼提亞結婚，兩人共有兩個女兒：
1. 格特魯德（英语：Gertrude of Bavaria），1166年與士瓦本公爵腓特烈四世結婚，1177年與丹麥國王克努特六世結婚
2. 里茜莎，早逝

1168年，亨利與英格蘭國王亨利二世的女兒瑪蒂爾達結婚，兩人共有3子1女：
1. 瑪蒂爾達（英语：Matilda of Saxony (1172-1209/10)），1189年與佩什伯爵哥特佛萊德三世（英语：Geoffrey III, Count of Perche）結婚
2. 海因里希五世，1193年與霍亨斯陶芬的阿格尼絲結婚，1209年與蘭茲巴格的阿格尼絲（英语：Agnes of Landsberg）結婚
3. 鄂圖四世，1212年與士瓦本的碧翠克絲結婚，1214年與布拉班特的瑪麗亞（英语：Maria of Brabant, Holy Roman Empress）結婚
4. 威廉（英语：William of Winchester, Lord of Lunenburg），1212年與丹麥的海倫娜（英语：Helena of Denmark）結婚

| 狮子亨利 韦尔夫家族出生于：1129/1131年1195年 | 狮子亨利 韦尔夫家族出生于：1129/1131年1195年 | 狮子亨利 韦尔夫家族出生于：1129/1131年1195年 |
| 統治者頭銜                                   | 統治者頭銜                                   | 統治者頭銜                                   |
| -------------------------------------------- | -------------------------------------------- | -------------------------------------------- |
| 前任者： 大熊阿爾布雷希特一世                | 薩克森公爵 1142年－1180年                    | 繼任者： 伯恩哈德三世                        |
| 前任者： 亨利十一世                          | 巴伐利亞公爵 1156年－1180年                  | 繼任者： 奧托一世                            |

## 文獻來源
- Emmerson, Richard K. . Routledge. 2013. ISBN 978-1-136-77518-5.
- Loud, Graham A. . Routledge. 2019.
- Lyon, Jonathan R. . Cornell University Press. 2013. ISBN 978-0-8014-5130-0.
- Nicholson, Helen. . Brill. 2001: 129. ISBN 90-04-12014-9.
- Previté-Orton, C. W. . Cambridge University Press. 1912: 329 note 3.
- Bd. 2. Braunschweig. 1995.